# Llocs d'art rupestre prehistòric de la vall del Côa
L'art rupestre de la vall del Côa és un dels llocs a l'aire lliure més grans d'art paleolític.
A finals dels anys 1980, els gravats van ser descoberts a Vila Nova de Foz Côa, al nord-est de Portugal. El lloc està situat a la vall del riu Côa, i comprèn milers de dibuixos gravats de cavalls, bòvids i altres figures animals, humanes i abstractes, que es remunten als anys 22.000-10.000 aC. Des del 1995, un equip d'arqueòlegs han estat estudiant i catalogant aquest complex prehistòric i s'hi va crear un parc per rebre els visitants.

## Controvèrsia després del descobriment

Ubicació de la vall del Côa

Després que es descobrís aquest complex paleolític, que s'estén al llarg de diversos quilòmetres per la vall del riu, es va suscitar una controvèrsia sobre la construcció en el riu d'una planta d'energia hidroelèctrica.
Si es construís la planta d'energia, s'elevarien els nivells del riu, que cobriria la major part dels dibuixos gravats. Aquest fet era conegut per la companyia d'energia nacional portuguesa (EDP) i l'Institut Portuguès Nacional del Patrimoni i Arquitectura (IPPAR) abans que el públic en general i la comunitat científica fossin conscients de la importància del lloc.
L'arqueòleg Nelson Rabada, estudiant el lloc sota un acord entre EDP i IPPAR, documentà el cas a la premsa, així com a altres organitzacions interessades en l'art prehistòric i el patrimoni, com la UNESCO. La construcció de la presa va portar un gran escàndol dins dels cercles portuguesos i mundials, amb el projecte denunciat davant els diaris com The Sunday Times, el New York Times o l'International Herald Tribune.
Els informes de la Unesco no van ser unànimes quant a si s'havia o no construir la planta d'energia, amb Jean Clottes, el cap del departament prehistòric, dient que la pujada de l'aigua podria protegir els gravats del vandalisme, però confirmant igualment que la vall del Côa «és el lloc a l'aire lliure més gran d'art paleolític a Europa, sinó del món».
Aquesta solució no va agradar als arqueòlegs ni al públic, i hi hagué un fort moviment NIMBY entre els portuguesos oposats a la planta d'energia / construcció de la presa. El 1995, el Parlament i el govern, sota el primer ministre António Guterres, cancel·là el projecte i va crear un parc per a l'estudi arqueològic i les visites del públic.

## Art
Els gravats trobats, principalment, consisteixen en representacions animals, com cavalls, bòvids (urs) i caprins. Figures humanes i representacions abstractes també hi estan presents.
Estan fets, principalment, en superfícies verticals de roca al llarg de la vall del riu usant la tècnica del gravat. La seva grandària varia entre els 15 cm i 180 cm, però predominen els que són de 40-50 cm d'extensió, formant sovint panells i composicions. L'estil, amb freqüència, representa línies marcades amb línies fines, i és molt reeixit. Aquests gravats, es calcula que es van fer fa 20.000 anys, segons un estudi del 1995.
La importància d'aquest lloc d'art prehistòric radica en la seva raresa i extensió i hi ha moltes coves amb llocs d'art prehistòric, però a l'aire lliure hi ha només unes poques, com a Mazouco (Portugal), Fornols-Haut (França), Domingo García i Siega Verde (ambdues a Espanya), però cap d'aquestes té l'extensió de la vall del Côa.
Els arqueòlegs reconeixen llocs com aquests com a santuaris a l'aire lliure dels humans prehistòrics.

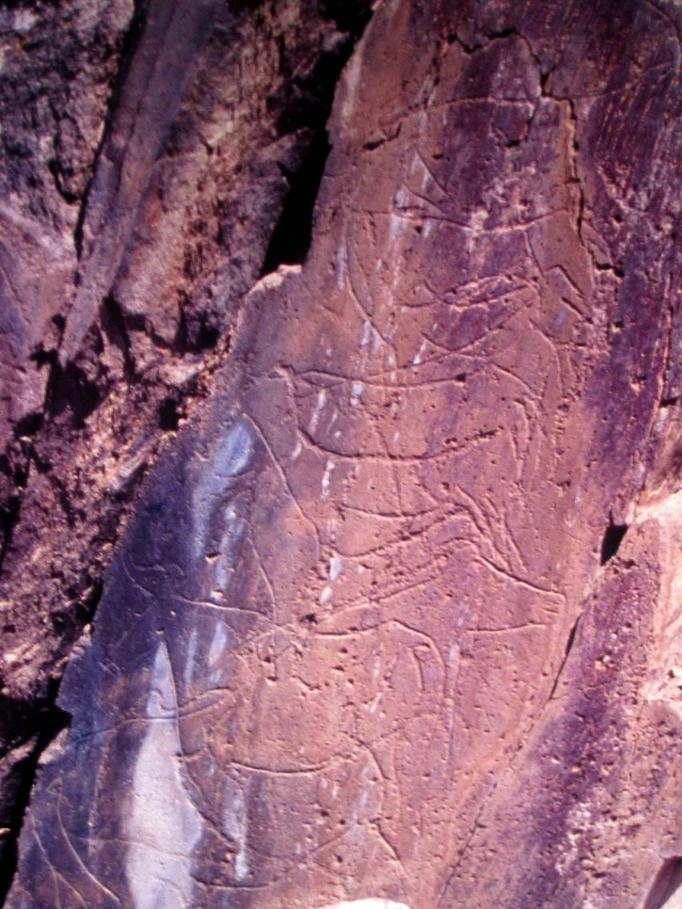
Diversos gravats de bòvids que se superposen

### Ubicacions específiques
El lloc de la vall del Côa està compost, fins ara, d'un grup de 16 llocs d'art rupestre i assentaments estesos per 17 quilòmetres de la vall inferior del riu Côa:
1. Broeira
2. Canada do Inferno / Rego da Vide
3. Faia
4. Faia (Val Afonsinho)
5. Val das Namoradas
6. Val de Moinhos
7. Val de Figueira / Texiugo
8. Ribeira de piscos / Quinta dos Poios
9. Meijapão
10. Fonte Frieira
11. Peñascosa
12. Quinta da Ervamoira
13. Salto do Boi (Cardina)
14. Ribeirinha
15. Quinta do Fariseu
16. Quinta da Barca

## Esdeveniments
La conferència HERITAGE 2008 - World Heritage and Sustainable Development International Conference es va realitzar a Vila Nova de Foz Côa, entre el 7 i 9 de maig del 2008.